# Léon Adolphe Chauvin
Pour l’article homonyme, voir Chauvin.
Léon Adolphe Chauvin (20 juillet 1861-8 juin 1904) fut un avocat et homme politique fédéral du Québec.

## Biographie
Né à Terrebonne dans le Canada-Est, il étudia au Collège de Montréal. Il fait ensuite son droit à l'Université Laval d'où il sort premier aux examens de juillet 1889. 
Au cours de l'automne 1889, il épouse Berthe Gagnon. Celle-ci meurt en 1903 lui laissant six enfants (automatedgenealogy.com), dont notamment Jean Chauvin, Édouard Chauvin et Antoine Chauvin. 
En 1891, il devient officier en chef des recensements pour la province de Québec. 
Élu député du Parti conservateur dans la circonscription fédérale de Terrebonne en 1896, il est défait en 1900 par le libéral Raymond Préfontaine.
Le 27 avril 1904, il épouse en secondes noces Émilie Brais, nièce de Raymond Préfontaine, puis meurt le 8 juin suivant ,.